# Migidio Bourifa
Migidio Bourifa (Casablanca, 31 gennaio 1969) è un ex maratoneta italiano di origine marocchina, cinque volte campione nazionale della specialità.

## Biografia
Correva per la società Atletica Valle Brembana ed era allenato da Massimo Magnani. Ha 12 presenze in nazionale. Il padre Tahar lo portò a nascere in Marocco per fargli ottenere la doppia cittadinanza. Cinque volte campione italiano di maratona (1998, 2007, 2009, 2010 e 2012).

## Palmarès
| Anno | Manifestazione | Sede              | Evento   | Risultato | Prestazione |
| ---- | -------------- | ----------------- | -------- | --------- | ----------- |
| 2002 | Europei        | Monaco di Baviera | Maratona | 10º       | 2h14'58"    |
| 2003 | Mondiali       | Parigi            | Maratona | 53º       | 2h21'12"    |
| 2005 | Mondiali       | Helsinki          | Maratona | DNF       |             |
| 2007 | Mondiali       | Osaka             | Maratona | DNF       |             |
| 2010 | Europei        | Barcellona        | Maratona | 7º        | 2h20'35"    |

## Campionati nazionali
- Oro ai Campionati italiani assoluti di atletica leggera, maratona (1998[1], 2007, 2009, 2010)

1987
- 8º ai campionati italiani juniores di corsa in montagna

1988
- 11º ai campionati italiani di corsa in montagna a staffetta (in squadra con Roberto Bonacorsi e Mario Poletti)

1993
- Bronzo ai campionati italiani assoluti, 5000 m - 13'51"79

1994
- 4º ai campionati italiani assoluti, 10000 m - 29'28"73
- 9º ai campionati italiani assoluti, 5000 m - 14'00"05

1995
- 13º ai campionati italiani assoluti, 10000 m - 29'47"1

1996
- 17º ai campionati italiani assoluti, 5000 m - 14'18"89
- 4º ai campionati italiani assoluti indoor, 3000 m - 8'23"41

1997
- 6º ai campionati italiani di maratonina - 1h03'50"
- Bronzo ai campionati italiani assoluti, 5000 m - 14'08"46

2000
- 9º ai campionati italiani di maratonina - 1h03'44"

2001
- Bronzo ai campionati italiani di maratonina - 1h03'35"

2002
- 19º ai campionati italiani di maratonina - 1h03'54"
- 18º ai campionati italiani di corsa campestre - 37'00"

2003
- 8º ai campionati italiani di maratonina - 1h04'14"

2006
- 9º ai campionati italiani di maratonina - 1h04'55"

2007
- Oro ai campionati italiani di maratona - 2h10'30"

2008
- Bronzo ai campionati italiani di maratonina - 1h05'52"

2009
- Oro ai campionati italiani di maratona - 2h14'14"

2010
- Oro ai campionati italiani di maratona - 2h15'18"
- 16º ai campionati italiani di maratonina - 1h07'19"

2011
- Argento ai campionati italiano di maratonina - 1h03'58"

## Maratone disputate
- Torino, 10 maggio 1998: 2h15'35 (7º)
- Vienna, 30 maggio 1999: 2h19'55 (8º)
- Venezia, 24 ottobre 1999: 2h11'37 (5º)
- Padova, 30 aprile 2000: 2h13'55 (1º)
- Venezia, 22 ottobre 2000: 2h10'15 (4º)
- Padova, 29 aprile 2001: 2h12'56 (2º)
- Venezia, 28 ottobre 2001: 2h11'04 (6º)
- Parigi, 7 aprile 2002: 2h09'07 (3º)
- Monaco di Baviera, Campionato europeo, 11 agosto 2002: 2h14'58 (10º)
- Milano, 1º dicembre 2002: 2h11'23 (6º)
- Parigi, 6 aprile 2003: ritirato (-)
- Padova, 27 aprile 2003: 2h10'48 (2º)
- Parigi, Campionato del mondo, 30 agosto 2003: 2h21'12 (53º)
- Roma, 28 marzo 2004: 2h11'13 (2º)
- Torino, 18 aprile 2004: 2h13'38 (4º)
- Trieste, 8 maggio 2005: 2h10'48 (1º)
- Helsinki, Campionato del mondo, 13 agosto 2005: ritirato (-)
- Trieste, 7 maggio 2006: 2h18'56 (3º)
- Saronno, 24 settembre 2006: 2h22'11 (1º)
- Venezia, 22 ottobre 2006: 2h11'09 (4º)
- Osaka, Campionato del mondo, 24 agosto 2007: ritirato (-)
- Roma, 18 marzo 2007: 2h10'30 (4º) Campione italiano di maratona
- Parigi, 6 aprile 2008: 2h12'52 (19º)
- Bergamo, 19 agosto 2008: 2h21'12 (1º)
- Firenze, 30 novembre 2008: 2h13'43 (4º)
- Treviso, 29 marzo 2009: 2h14'14 (1º) Campione italiano di maratona
- New York, 2 novembre 2009: 2h16'01 (13º) Primo atleta italiano ed europeo classificato
- Barcellona, Campionato europeo, 1º agosto 2010: 2h20'35" (7º)

## Altre competizioni internazionali
1990
- Argento ai Diecimila di Presezzo ( Presezzo)

1992
- 20° alla Notturna di Conegliano ( Conegliano), 9 km - 29'41"
- Bronzo al Cross di Rovetta ( Rovetta)

1993
- 4° al Trofeo Rione Castelnuovo ( Recanati), 14 km - 40'58"
- 8° alla Scarpa d'oro ( Vigevano), 8 km - 24'20"
- 5° al NCR Cus Trophy ( Milano) - 31'33"

1994
- 8° alla Scarpa d'oro ( Vigevano), 8 km - 24'09"
- 6° al Cross delle Pradelle ( Domegge di Cadore) - 32'57"

1995
- Argento alla Mezza maratona della Valcamonica ( Esine) - 1h06'39"
- 4° al Circuito di Riccione ( Riccione), 12 km - 37'05"
- 9° al Giro di Spilamberto ( Spilamberto), 11 km - 32'44"
- 10° alla Montefortiana Turà ( Monteforte d'Alpone), 10,6 km - 31'39"
- 6° al Giro Città di Arco ( Arco) - 29'06"
- 11° alla Scarpa d'oro ( Vigevano), 8 km - 24'54"
- 12° al Cross delle Pradelle ( Domegge di Cadore) - 33'37"

1996
- 11° alla Mezza maratona del Garda ( Gargnano) - 1h02'58"
- 14° alla Mezza maratona di Gualtieri ( Gualtieri) - 1h06'32"
- Argento alla Mezza maratona della Valcamonica ( Esine)
- Oro alla Diecimiglia del Garda ( Navazzo), 10 miglia - 48'47"
- 13° alla Tre Fontane ( Cravegna), 8 km - 24'35"
- Argento al Circuito dell'Albana ( Bertinoro), 7 km - 20'33"
- 9° al Cross della Vallagarina ( Villa Lagarina) - 29'06"
- Argento al Cross della Cava ( Peschiera Borromeo) - 29'26"

1997
- Oro alla Maratonina dell'Epifania ( Cremona-Casalmorano)
- 11° al Giro Media Blenio ( Dongio) - 30'16"

1998
- 8° alla Mezza maratona di Gualtieri ( Gualtieri) - 1h06'35"
- 10° alla Corsa delle Stelle ( Verbania) - 29'53"
- 4° al Gran Premio Undici Ponti di Comacchio ( Comacchio), 9,5 km - 29'35"

1999
- 5° alla Maratona di Venezia ( Venezia) - 2h11'37"
- 8° alla Maratona di Vienna ( Vienna) - 2h19'55"
- 6° alla Straborbera ( Cabella Ligure) - 2h33'43"
- Argento alla Mezza maratona di Parma ( Parma) - 1h02'55"
- Oro alla Mezza maratona di Sangano ( Sangano) - 1h03'30"
- 6° alla Mezza maratona di Gualtieri ( Gualtieri) - 1h05'31"
- Argento alla Maratonina dei Laghi ( Bellaria Igea Marina) - 1h05'56"
- 4° alla Diecimiglia del Garda ( Navazzo), 10 miglia - 50'08"
- 20° alla BOclassic ( Bolzano) - 29'46"
- 20° alla Cinque Mulini ( San Vittore Olona) - 37'32"
- 9° al Cross della Vallecamonica ( Darfo Boario Terme) - 31'43"
- Bronzo al Trofeo Plebani ( Adrara San Martino)

2000
- 4° alla Maratona di Venezia ( Venezia) - 2h10'15"
- Oro alla Padova Marathon ( Padova) - 2h13'55"
- 20° alla Stramilano ( Milano) - 1h03'44"
- 8° alla Mezza maratona di Udine ( Udine) - 1h02'35"
- 6° alla Griefenseelauf ( Uster) - 1h04'28"
- Oro alla Mezza maratona di Bergamo ( Bergamo) - 1h06'05"
- 21° alla Mezza maratona di Como ( Como) - 1h07'16"
- 9° alla Scarpa d'oro ( Vigevano), 8 km - 24'11"

2001
- 6° alla Maratona di Venezia ( Venezia) - 2h11'04"
- Argento alla Padova Marathon ( Padova) - 2h12'55"
- 10° alla Stramilano ( Milano) - 1h04'42"
- 6° alla Mezza maratona di Ravenna ( Ravenna) - 1h06'43"
- 18° al Trofeo Sant'Agata ( Catania)
- Bronzo alla 10 km dei Luoghi Verdiani ( Busseto) - 29'27"

2002
- Bronzo alla Maratona di Parigi ( Parigi) - 2h09'07"
- 6° alla Milano Marathon ( Milano) - 2h11'23"
- 10° alla Roma-Ostia ( Roma) - 1h03'32"
- 14° alla Mezza maratona di Parigi ( Parigi) - 1h04'22"
- 6° alla Mezza maratona di Arezzo ( Arezzo) - 1h04'22"
- 19° alla Amatrice-Configno ( Amatrice), 8,5 km - 25'44"
- 5° alla Ponte in Fiore ( Ponte in Valtellina), 8 km - 23'05"

2003
- Argento alla Padova Marathon ( Padova) - 2h10'47"
- Bronzo alla Mezza maratona di Ravenna ( Ravenna) - 1h04'15"
- 15° alla Mezza maratona di Parigi ( Parigi) - 1h05'22"
- Bronzo alla Cinque Ville ( Bertinoro), 13 km - 42'14"
- 9° al Grand Prix del Sebino ( Paratico), 10,2 km - 32'17"
- 10° al Giro al Sas ( Trento) - 29'24"
- 7° al Gran Premio Undici Ponti di Comacchio ( Comacchio), 9,5 km - 30'04"
- 5° alla Corrida di San Lorenzo ( Zogno), 8 km - 24'38"
- 13° al Cross di Cossato ( Cossato) - 26'15"

2004
- Argento alla Maratona di Roma ( Roma) - 2h11'13"
- 4° alla Maratona di Torino ( Torino) - 2h13'38"
- Bronzo alla Mezza maratona di Torino ( Torino) - 1h04'41"
- 11° alla Asics Run ( Cuneo) - 29'26"
- 7° alla Oderzo Città Archeologica ( Oderzo), 9,8 km - 29'12"
- 9° al Memorial Antonio Andriani ( Francavilla Fontana), 8,7 km - 26'16"
- 7° alla Ponte in Fiore ( Ponte in Valtellina), 8 km - 23'52"

2005
- Oro alla Maratona d'Europa ( Trieste) - 2h10'48"
- Argento alla Mezza maratona di Castel Rozzone ( Castel Rozzone) - 1h05'32"
- Argento alla Mezza maratona di Monza ( Monza) - 1h06'15"
- 4° al Giro podistico Città di Pordenone ( Pordenone), 7 km - 20'20"

2006
- 4° alla Maratona di Venezia ( Venezia) - 2h11'09"
- Bronzo alla Maratona d'Europa ( Trieste) - 2h18'56"
- Oro alla Maratona delle Tre Provincie ( Saronno) - 2h20'10"
- 9° alla Stramilano ( Milano) - 1h05'26"
- 6° alla Mezza maratona di Torino ( Torino) - 1h06'16"
- 10° alla Mezza maratona di Cuneo ( Cuneo) - 1h14'50"
- 13° alla Asics Run ( Cuneo) - 29'43"
- 7° alla Natale Correndo ( Reggio Calabria) - 30'08"
- Oro alla 10 km di Portomaggiore ( Portomaggiore) - 30'46"
- 9° al Giro delle mura Città di Feltre ( Feltre), 9,5 km - 28'08"
- Argento al Memorial Antonio Andriani ( Francavilla Fontana), 8,7 km - 25'44"
- 6° alla Ponte in Fiore ( Ponte in Valtellina), 8 km - 23'36"
- 8° alla Corrida di San Lorenzo ( Zogno), 8 km - 24'58"

2007
- 4° alla Maratona di Roma ( Roma) - 2h10'30"
- Oro alla Maratona delle Tre Provincie ( Saronno) - 2h21'29"
- 6° alla Mezza maratona di Cremona ( Cremona) - 1h05'32"
- Bronzo alla Mezza maratona di Bergamo ( Bergamo) - 1h06'08"
- 6° alla Mezza maratona di Treviglio ( Treviglio) - 1h07'14"
- 6° alla Appia Run ( Roma), 14,3 km - 43'40"
- 9° al Palio delle Porte ( Martinengo) - 30'36"
- 8º ai Diecimila di Pasquetta ( Gualtieri) - 30'41"
- Bronzo alla Corrida di San Lorenzo ( Zogno), 8 km - 24'04"
- 16° alla Ponte in Fiore ( Ponte in Valtellina), 8 km - 25'18"

2008
- 19° alla Maratona di Parigi ( Parigi) - 2h12'52"
- 4° alla Maratona di Firenze ( Firenze) - 2h13'43"
- Oro alla Maratona di Bergamo ( Bergamo) - 2h21'12"
- Oro alla Belluno-Feltre ( Belluno), 31 km - 1h37'21"
- Bronzo alla Mezza maratona di Torino ( Torino) - 1h05'09"
- Argento alla Euromarathon Capodistria/Muggia ( Muggia) - 1h05'41"
- Argento alla Mezza maratona di Mantova ( Mantova) - 1h10'42"
- 6° alla Corsa delle Stelle ( Verbania) - 30'51"
- Bronzo alla Notturna di San Giovanni ( Firenze) - 31'45"
- Oro al Trofeo Alberto Zanni ( Vertova)[2]
- 5° alla Corri Trieste ( Trieste), 5 km - 14'47"

2009
- 13° alla Maratona di New York ( New York) - 2h16'01"
- Oro alla Maratona di Treviso ( Treviso) - 2h14'14"
- Argento alla Maratona dell'Alto Adige ( Egna) - 2h18'40"
- Argento alla Belluno-Feltre ( Belluno), 31 km - 1h37'50"
- Argento alla Euromarathon Capodistria/Muggia ( Muggia) - 1h03'46"
- Argento alla Mezza maratona di Napoli ( Napoli) - 1h07'26"
- Argento alla Mezza maratona di Lecco ( Lecco) - 1h07'57"
- 24° alla San Blas Half Marathon ( Coamo) - 1h09'59"
- Argento alla Mezza maratona di Mantova ( Mantova) - 1h10'11"
- Oro alla Mezza maratona di Pula ( Pula) - 1h10'13"
- 10° al Trofeo Tre Campanili ( Vestone), 21,097 km - 1h30'23"
- 8° al Giro al Sas ( Trento) - 29'47"
- 5° al Giro Podistico Maria S.S. degli Ammalati ( Misterbianco) - 30'49"
- 4° al Giro delle mura Città di Feltre ( Feltre), 9,5 km - 27'12"

2010
- 7° alla Maratona di Roma ( Roma) - 2h12'34"
- 9° alla Maratona di Venezia ( Venezia) - 2h15'18"
- Oro alla Belluno-Feltre ( Belluno), 30 km - 1h36'00"
- 5° alla Mezza maratona delle due perle ( Santa Margherita Ligure) - 1h05'32"
- Oro alla Mezza maratona di Pavia ( Pavia) - 1h06'54"
- 18° alla Mezza maratona del Garda ( Polpenazze del Garda) - 1h07'19"
- Oro alla Mezza maratona del Parco del delta del Po ( Rosolina) - 1h09'43"
- 10° al Giro Media Blenio ( Dongio) - 30'44"
- 13° alla Trecastagni Star ( Trecastagni) - 32'02"
- 16° alla Volata Napola-Mokarta ( Napola) - 32'11"
- 19° al Giro delle mura Città di Feltre ( Feltre), 9,5 km - 29'24"
- 13º al Trofeo Zappella ( Monasterolo del Castello) - 28'28"

2011
- 14° alla Maratona di Boston ( Boston) - 2h13'45"
- 12° alla Maratona di Torino ( Torino) - 2h15'50"
- Argento alla Marcialonga Running ( Cavalese), 25,5 km - 1h23'54"
- 10° alla Mezza maratona di Cremona ( Cremona) - 1h03'58"
- 4° alla Mezza maratona delle due perle ( Santa Margherita Ligure) - 1h07'05"
- Argento alla Mezza maratona di Bergamo ( Bergamo) - 1h07'14"

2012
- Argento alla Maratona d'Europa ( Trieste) - 2h18'57"
- Argento alla Maratona d'Italia ( Carpi) - 2h20'45"
- Oro alla Mezza maratona di Pula ( Pula) - 1h11'22"
- 4° al Giro dei Laghi di Cancano ( Valdidentro) - 1h08'07"
- 5° alla Mezza maratona del Parco del delta del Po ( Rosolina) - 1h08'48"
- Argento alla Stratrieste by Night ( Trieste) - 35'07"
- 18° alla Corrida di San Lorenzo ( Zogno) - 26'31"
- 6° alla Christmas Run ( Trieste), 4 km - 15'23"
- Bronzo al Cross Baia del Re ( Fiorano al Serio)[3]

2013
- 4° alla Mezza maratona di Trieste ( Trieste) - 1h12'13"
- Argento al Diecimila sul Serio ( Gazzaniga) - 32'39"